# Los Bancos, San Lucas
Los Bancos är en ort i Mexiko.   Den ligger i kommunen San Lucas och delstaten Michoacán de Ocampo, i den södra delen av landet, 200 km sydväst om huvudstaden Mexico City. Los Bancos ligger 253 meter över havet och antalet invånare är 201.
Terrängen runt Los Bancos är platt åt sydost, men åt nordväst är den kuperad. Runt Los Bancos är det ganska glesbefolkat, med 34 invånare per kvadratkilometer. Närmaste större samhälle är Ciudad Altamirano, 7,8 km söder om Los Bancos. Omgivningarna runt Los Bancos är en mosaik av jordbruksmark och naturlig växtlighet.